# 탄현동
탄현동(炭峴洞)은 경기도 고양시 일산서구에 있는 동으로, 파주시 야당동과 접한다.

## 지명
탄현동은 ‘숯고개’라 불리는 마을이다. 이 명칭은 이곳이 고봉산, 황룡산 기슭에 자리잡아 산 속에 나무를 이용하여 숯을 만들었기 때문에 붙여진 이름이다. 현재 숯을 만들던 가마터는 남아 있지 않으나 주민들의 제보에 의하면 지금의 개미고개, 홀트 뒷편에 숯을 만드는 참나무가 매우 많았다고 한다. 인근의 파주시 탄현면(炭縣面)과는 관련이 없다.

## 역사
| 1755년~1980년 | 고양군 송산면 덕이리 탄현촌          |
| 1980년        | 고양군 중면 탄현리                   |
| 1987년        | 고양군 일산읍 탄현리                 |
| 1992년        | 고양군 탄현동                        |
| 1996년        | 고양시 일산구 일산1동                |
| 2003년        | 고양시 일산구 탄현동                 |
| 2005년        | 고양시 일산서구 탄현동               |
| 2022년        | 고양특례시 일산서구 탄현1동, 탄현2동 |

## 개요
"5만년 구석기 역사, 고양시 최초 마을 탄현동"
탄현동은 1990년대 고양시 공영 개발로 이루어진 대규모의 고층 아파트단지, 빌라단지, 단독주택, 주상 복합건물, 상가 등으로 이루어져 있다. 서쪽으로는 경의선 철로가 있으며, 동쪽으로는 고봉로가 길게 남북으로 연결된다. 마을의 뒤로는 황룡산이 높게 자리해 있으며 중산동,일산1동,덕이동,파주시 야당동과 접해 있다. 파주시와의 경계 지역에는 일산임광진흥아파트, 큰마을, 대우에듀포레푸르지오 등의 고층 아파트단지가 자리하고 있다. 그 아래 마을이 탄현마을 16개 단지로 이루어져 있으며 일부지역은 5층 이하의 저층 아파트와 상가를 볼 수 있다. 동북쪽으로 특수 학교인 홀트학교와 홀트일산복지타운이 자리해 있고 , 서쪽에 SBS 일산제작센터와 두산위브 더제니스(주상복합)이 있다. 관내에 초,중,고 교육기관으로 학업환경이 우수하며, 2007년 일산임광진흥아파트 단지 조성시에 학술가치가 우수한 구석기 유물이 다수 출토되어 탄현동의 구석기 브랜드로 현성되고 있다. 또한, 홀트학교 뒷편과 성석동 감내마을의 경계에는 숲이 잘 보존되어 있어서 탄현근린공원으로 조성되고 있다.

## 아파트
| 단지명                 | 건설사                | 시행사                  | 주소                     | 입주        | 비고 |
| ---------------------- | --------------------- | ----------------------- | ------------------------ | ----------- | ---- |
| 큰마을                 | 현대산업개발 대림산업 | 한국부동산신탁㈜ ㈜경성 | 일산서구 일현로 140      | 2001년 12월 |      |
| 탄현6단지 현대·한신    | 현대산업개발 한신공영 | 현대산업개발 한신공영   | 일산서구 현중로 64       | 1994년 10월 |      |
| 탄현9단지 일신건영     | ㈜일신건영            | ㈜일신건영              | 일산서구 탄현로 80       | 1994년 10월 |      |
| 탄현8단지 동성         | ㈜동성종합건설        | ㈜동성종합건설          |                          | 1994년 10월 |      |
| 탄현1단지 경남진로     | 경남기업 진로건설㈜   | 경남기업 진로건설㈜     | 일산서구 일현로 70       | 1995년 9월  |      |
| 탄현2단지 삼익         | ㈜삼익                | ㈜삼익                  | 일산서구 현중로 33       | 1994년 12월 |      |
| 탄현4단지 건영         | 건영                  | 건영                    | 일산서구 홀트로 57       | 1994년 12월 |      |
| 탄현5단지 건영         | 건영                  | 건영                    | 일산서구 현중로 61       | 1994년 12월 |      |
| 탄현10단지 동문        | ㈜동문건설            | ㈜동문건설              | 일산서구 탄현로 93       | 1995년 6월  |      |
| 탄현11단지 동신        | ㈜동신                | ㈜동신                  | 일산서구 산현로17번길 38 | 2000년 11월 |      |
| 탄현13단지 삼환        | 삼환기업㈜            | 삼환기업㈜              | 일산서구 현중로 13       | 2000년 12월 |      |
| 탄현12단지 서광        | ㈜서광건설산업        | ㈜서광건설산업          | 일산서구 산현로17번길 12 | 2000년 9월  |      |
| 탄현14단지 주은        | 청설종합건설㈜        | 주은산업㈜              | 일산서구 산현로 45       | 2000년 9월  |      |
| 탄현15단지 효성        | ㈜효성                | ㈜효성                  | 일산서구 현중로 5        | 2000년 9월  |      |
| 탄현16단지 풍림        | 풍림산업              | ㈜동삼건영              | 일산서구 현중로 10       | 2000년 10월 |      |
| 탄현3단지 부영         | ㈜부영                | ㈜부영                  | 일산서구 홀트로 11       | 1995년 5월  |      |
| 탄현7단지 부영         | ㈜부영                | ㈜부영                  | 일산서구 탄현로 64       | 1995년 5월  |      |
| 일산 에듀포레 푸르지오 | 대우건설              | ㈜중원종합건설          | 일산서구 탄현로 136      | 2018년 10월 |      |

## 구석기 역사
고양시 탄현동 구석기 유적은 2007년도 고양시 일산서구 탄현동 임광·진흥 아파트 신축공사를 하면서 구석기 유물 307점이 발견되었다.
2016년 대우 푸르지오 아파트 신축공사 때에도 228점의 유물이 발견되었다.
조사결과 약 6만년 전부터 5만 5천년 전까지 선조들이 살았던 것으로 확인이 되었다.
지금까지 조사·연구된 결과 고양시에서 가장 먼저 그리고 최초로 사람이 거주한 곳이 탄현동으로 밝혀졌다.

## 교육
- 상탄초등학교
- 현산초등학교
- 황룡초등학교(구:일산동초등학교)
- 호곡초등학교
- 호곡중학교
- 일산동중학교
- 일산동고등학교
- 홀트학교

## 여담
덕양구 (덕양북구, 덕양남구) 분구 시기에 맞춰 탄현동 분동을 추진하고 있다.
탄현동도 탄현1동, 탄현2동, 탄현3동 이렇게 3개로 나눌 예정.
행정안전부가 3개동 분동을 불승인할 경우 탄현동을 남북 2개로 쪼갤 수도 있다.
2022년 탄현1동, 탄현2동으로 분동하기로 승인이 났다.
일산동(東)중학교와 일산동(東)고등학교는 이름은 일산동(洞)이지만 탄현동에 속해있다.
1994년 개교한 두 학교는 그 당시에 탄현동이 아닌 일산1동에 편입이 되어있다.
가끔 이름 먼저 듣고 두 학교를 일산동에 있는 학교라고 착각하는 사람이 몇 있다. 참고로 일산동초등학교(구 일산동국민학교)는 지금의 황룡초등학교이다.